# Noriaki Kasai
Noriaki Kasai (japonsky: 葛西 紀明, narozen 6. června 1972; Šimokawa (japonsky: 下川町 Šimokawa-čó), Japonsko) je japonský závodník ve skoku na lyžích. Ve světovém poháru startuje od roku 1989. Úspěchy sbírá především v týmových soutěžích. V roce 1992 se stal mistrem světa v letech na lyžích.
Na ZOH 2014 překonal rekord Birgera Ruuda jako nejstarší olympijský medailista ve skocích na lyžích. V roce 2018 se v Pchjongčchangu stal prvním sportovcem, který startoval na svých osmých zimních olympijských hrách. Je také rekordmanem světového poháru, v němž absolvoval 566 závodů a v roce 2014 se stal prvním čtyřicátníkem, který vyhrál závod SP.

## Úspěchy na OH
- Zimní olympijské hry 1992 – 4. místo v soutěži družstev
- Zimní olympijské hry 1994 – 5. místo (K-90); 2. místo v soutěži družstev

- Zimní olympijské hry 1998 – 7. místo (K-90)
- Zimní olympijské hry 2014 – 2. místo (velký můstek)

- Zimní olympijské hry 2014 – 3. místo (družstvo)

## Úspěchy na MS
- MS 1999 – 2. místo v soutěži družstev
- MS 2003 – 3. místo (K-95) a (K-120)
- MS 2003 – 2. místo v soutěži družstev
- MS 2007 – 3. místo v soutěži družstev
- MS 2009 – 3. místo v soutěži družstev

## Úspěchy na MS v letech na lyžích
- Mistrovství světa v letech na lyžích 1992 – 1. místo

## Úspěchy ve Světovém poháru
- Sezóna 1992/1993 a 1998/1999 – 3. místo

## Úspěchy naTurné čtyř můstků
- Sezóna 1992/1993 a 1998/1999 – 2. místo

## Úspěchy naNordic tournament
- 1999 – 1. místo

## Úspěchy v Letní Grand prix
- 2000 – 4. místo